# Pokharathok (Arghakhanchi)
Pokharathok (nep. पोखराथोक) – gaun wikas samiti w zachodniej części Nepalu w strefie Lumbini w dystrykcie Arghakhanchi. Według nepalskiego spisu powszechnego z 2011 roku liczył on 800 gospodarstw domowych i 3682 mieszkańców (2118 kobiet i 1564 mężczyzn).